# Роздавальна коробка
Роздаткова коробка (у просторіччі роздатка) — елемент трансмісії автомобіля, що опціонально застосовується тільки на повнопривідних автомобілях підвищеної прохідності з двигуном внутрішнього згоряння і виконує функцію різнорежимного розподілу крутного моменту між провідними осями автомобіля 
За конструкцією роздавальна коробка завжди є окремим агрегатом, в корпусі (картері) якого за замовчуванням знаходяться два послідовно розташованих пристрої: демультиплікатор, призначений для можливості руху в двох ходових режимах - режимі доріг з покриттям і режимі бездоріжжя; і розгалужувач одного потоку потужності від двигуна на два потоки потужності до привідних мостів, принцип роботи якого визначає тип повного приводу. Обов'язковою приналежністю роздавальної коробки є механізм управління, за допомогою якого сам водій вибирає той чи інший режим розподілу моменту, що крутить, між осями, і у випадку, якщо механізмів ручного управління немає, то такий агрегат роздавальної коробкою зазвичай не називається.

## Принциповий пристрій

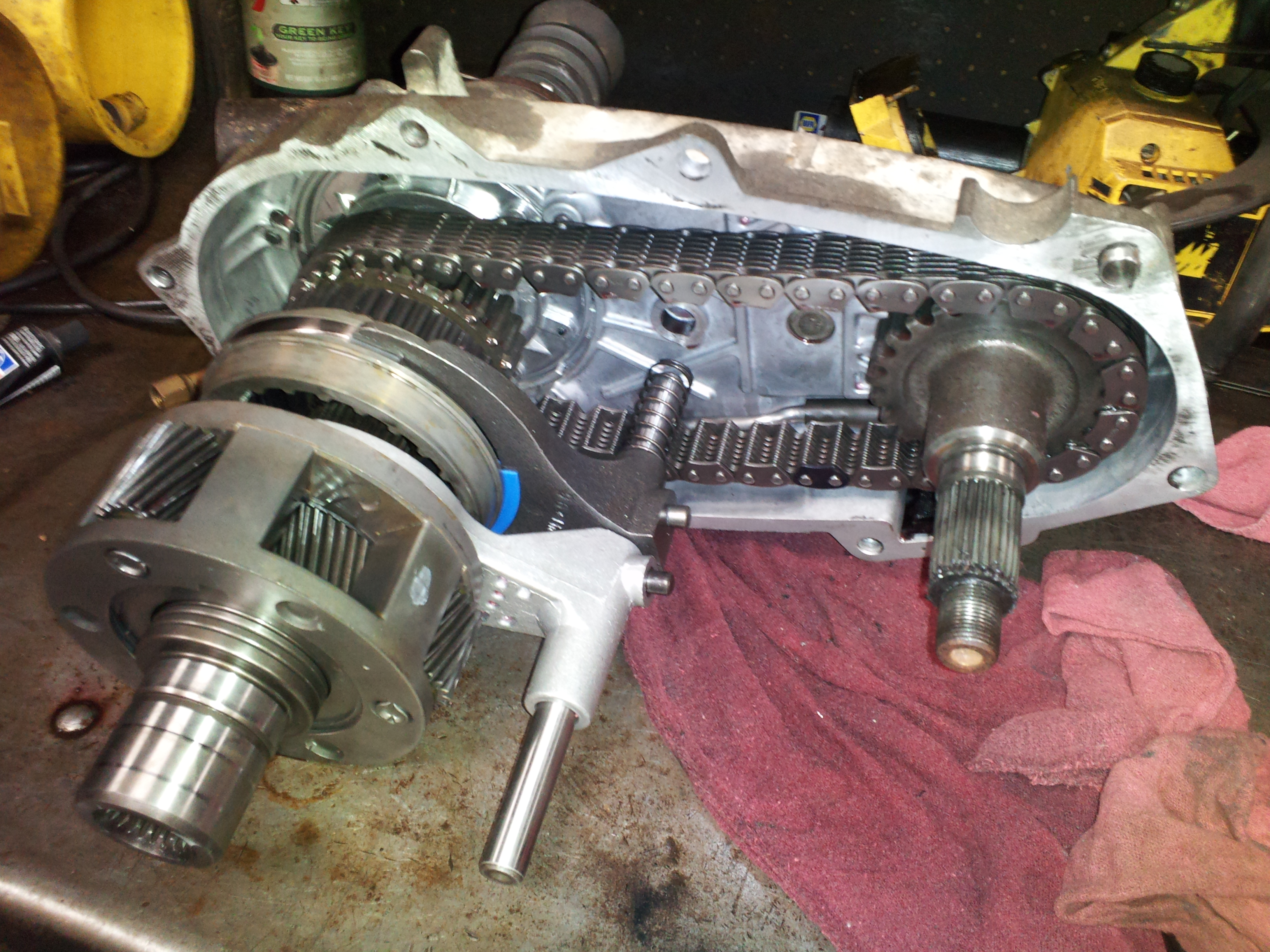
Роздавальна коробка автомобіля Jeep:
демультиплікатор - планетарний ;
повний привід - підключається;
передача потужності - ланцюгом;
вилка білого кольору - перемикає режими роботи демультиплікатора;
вилка чорного кольору - підключає другу провідну вісь

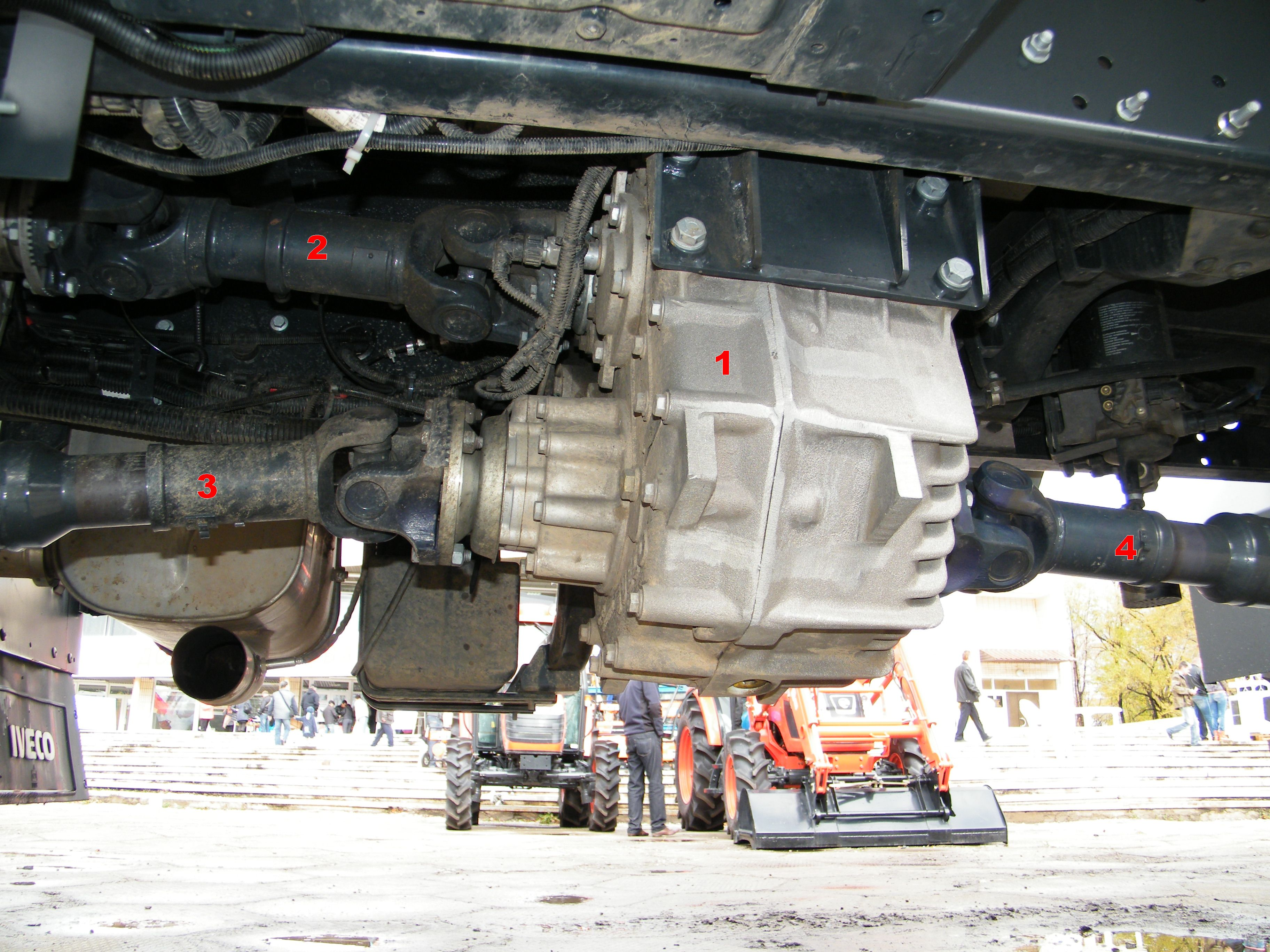
Роздавальна коробка двовісного повнопривідного автомобіля Iveco 150EZ8 із співвісним розташуванням валів приводу обох осей:
1 - роздавальна коробка
2 - карданний вал від коробки передач
3 - карданний вал до переднього провідного мосту
4 - карданний вал до заднього провідного мосту

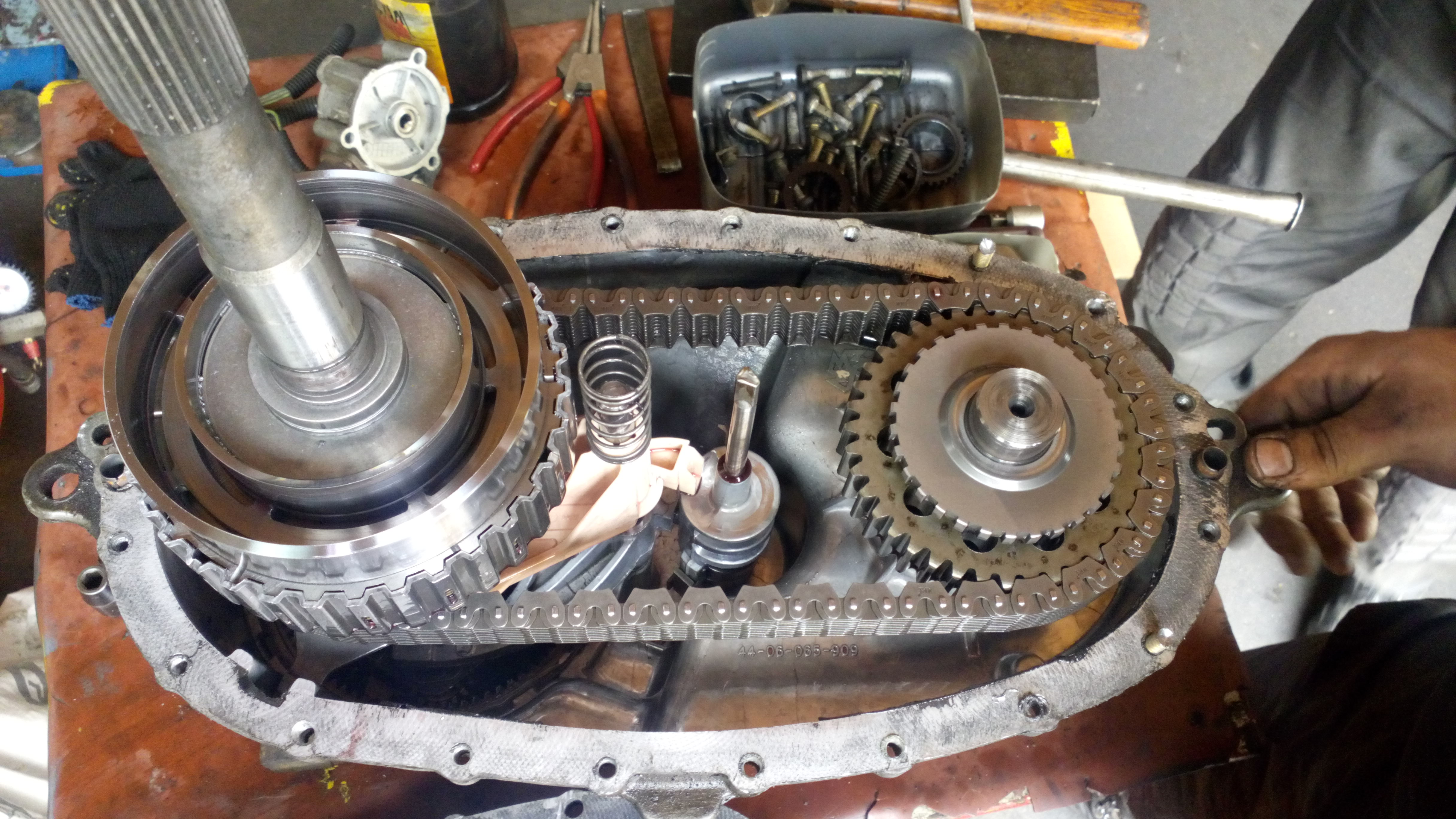
Ланцюг Морзе в роздавальній коробці BorgWarner 4406 автомобіля Ford Expedition 5,4 літра

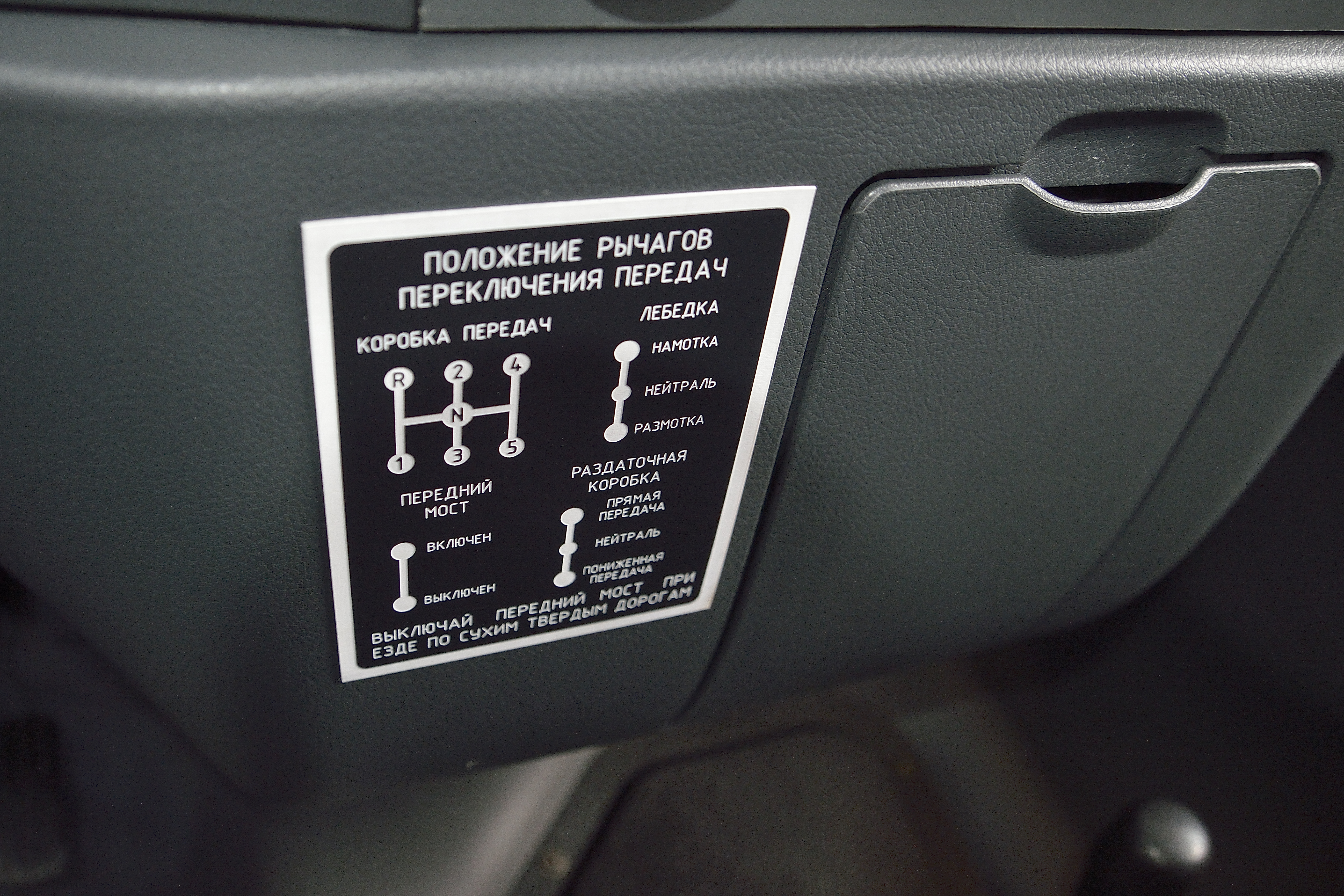
Діаграма включення РК

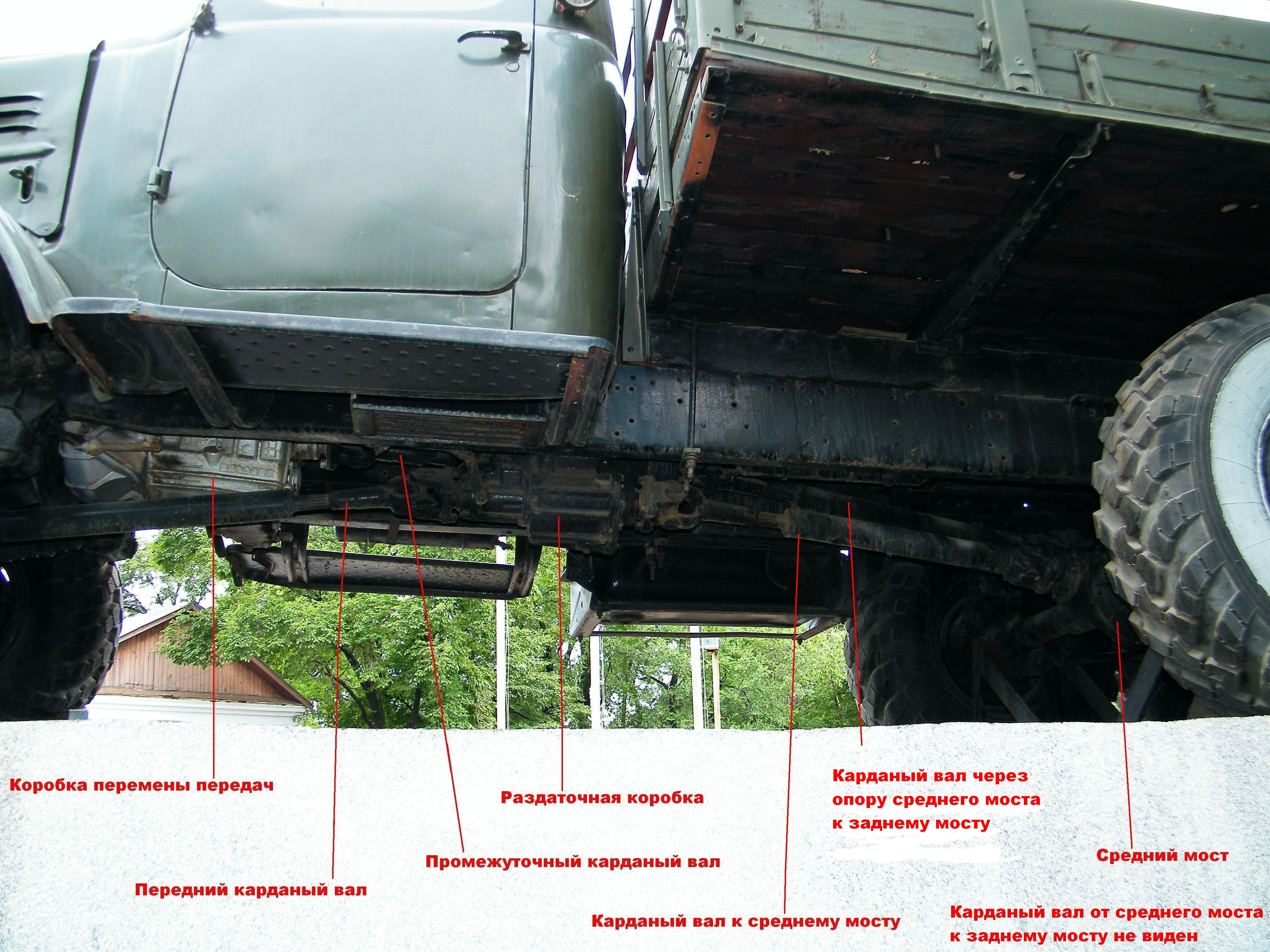
Трансмісія автомобіля ЗІЛ-157, від роздавальної коробки відходять три карданні вали.

Роздавальна коробка (далі - РК) завжди є окремим агрегатом, працездатність якого ніяк не пов'язана з працездатністю коробки передач (далі - КП), а монтаж/демонтаж можливий окремо від неї. РК може бути з'єднана з КП як проміжним валом карданним, так і жорстко пристикована до картера КП. Корпус (картер) РК зазвичай виконаний із силуміну чи інших алюмінієвих сплавів. Зазвичай у РК є одна точка входу потужності (від КП) і дві точки виходу (до передніх та задніх осей). Конструктивно це зазвичай вали з фланцями (так звані хвостовики) для приєднання карданних валів. РК завжди має як мінімум дві паралельні осі обертання своїх ведучого та ведених валів, при цьому можливі два варіанти розподілу: вісь ведучого валу збігається з віссю веденого та вісь другого веденого валу окремо; осі ведених валів збігаються і вісь провідного валу окремо. Важливо вибір того чи іншого варіанта ні на що не впливає і визначається лише компонування.
Демультиплікатор у роздавальній коробці може бути виконаний як у вигляді дворядної простої зубчастої передачі на циліндричних шестернях, так і у вигляді планетарної передачі. В обох випадках демультиплікатор має два режими: пряму передачу і знижувальну передачу, як у РК ГАЗ-66, ГАЗ-3308 , УАЗ, або два понижуючих з різним передавальним числом, приклад - роздавальна коробка вантажних автомобілів КрАЗ  . Також можливий режим нейтралі, але він не є обов'язковим. Перемикання між режимами зазвичай виконано за допомогою механічної зубчастої муфти.
За розгалуження потоку можуть відповідати такі пристрої:
- Механічна зубчаста муфта, що жорстко підключає привід допоміжної ведучої осі до приводу основної провідної осі - це система повного приводу, що підключається (УАЗ, ГАЗ-66 і ГАЗ-3308, муфта підключення переднього моста КрАЗ-255);
- Міжосьовий диференціал з механічним блокуванням, що розкладає потужність між осями постійно і на всіх режимах руху - це система постійного повного приводу (між середньою та задньою осями - диференціал КрАЗ, між передньою та обома задніми осями Уралів-375 [4] і 4320 );
- Зубчасті передачі або ланцюгова передача із загальним передатним ставленням в одиницю для передачі потужності з осі ведучого валу на вісь карданного валу/валів приводу коліс.

Механізм вибору режимів роботи може бути реалізований різнопланово: на кшталт системи перемикання передач на механічних КП, так і за допомогою індивідуальних актуаторів, соленоїдів, крокових електромоторів, гідравлічних циліндрів.
Для системи повного приводу, що підключається, передбачені три послідовно включених режими:
1. 2H - привід на одну постійно провідну вісь.
2. 4H - привід на обидві провідні осі.
3. 4L - привід на обидві провідні осі на знижувальній передачі.

Перемикання між режимами 2H і 4H зазвичай може бути виконано на ходу у разі відсутності пробуксування провідної осі. Перемикання між режимами 4H і 4L зазвичай не може бути виконано на ходу через відсутність механізмів синхронізації в демультиплікаторі.
Для системи постійного повного приводу передбачені такі режими:
1. 4H AWD — повний привід без увімкненого блокування диференціала на прямій передачі.
2. 4H Lock - повний привід із включеним блокуванням диференціала на прямій передачі.
3. 4L Lock - повний привід з включеним блокуванням диференціала на понижувальній передачі.

Перемикання між режимами 4H AWD і 4H Lock в загальному випадку здійснюється на авто без будь-якої пробуксовки коліс, але в деяких системах можливе на ходу.
В обох випадках - і постійного повного приводу, що підключається, - перемикання між режимами намагаються робити одним одноходовим важелем, але на машинах щодо простих конструкцій перемикання режимів може бути організовано за допомогою двох важелів, один з яких відповідає за режим роздачі потужності, а другий за режим демультиплікатора. Привід може бути як прямий, так і за допомогою сервоприводів. Також, в обох випадках можливий режим нейтралі (N), яка зазвичай розташовується між прямим та понижувальним режимами демультиплікатора.

### Нестандартні роздаткові коробки
- роздавальна коробка з одночасним приводом на три осі (приклад - ЗІЛ-157 )
- роздавальна коробка системи повного приводу на вимогу, у яких підключення допоміжної провідної осі відповідають деякі автоматично спрацьовують муфти. На сучасних паркетних позашляховиках РК у своєму канонічному вигляді відсутня: тут немає демультиплікатора, а муфта приводу допоміжної провідної осі зазвичай не передбачає тривалу роботу в заблокованому стані. Замість РК на машинах цього типу зазвичай встановлено так звану коробку відбору потужності.
- роздавальна коробка систем багаторежимного повного приводу, що допускають більш ніж три режими руху: рух на одній осі, рух на обох осях через диференціал, рух на жорстко з'єднаних осях, рух на знижувальній передачі демультиплікатора.

### Класифікація РК за способом підключення провідних осей (на прикладі автомобілів маркиJeep)
- Жорстке вибіркове підключення, є повний привід для всіх типів доріг - Full time . Користувач самостійно вибирає необхідний тип приводу та ряд передач - прямий або знижений. Тому такий клас роздавальних коробок отримав у автомобілів Jeep власну назву Selec-Trac. Часто такий тип приводу оснащується додатковими передачами, що мають додаткові властивості, наприклад, блокування міжосьового диференціала або включення зниженого ряду передач. Подібний тип приводу був масово втілений в 1987 на автомобілях Jeep Cherokee шляхом використання роздавальної коробки New Process Gear model 242. Ця роздавальна коробка має систему повного приводу Full time - тобто. , дозволяє переміщатися необмежено довго як у задньопривідному варіанті, так і повнопривідному при виборі відповідної передачі. 
  - Їх у цієї роздавальної коробки (NPG-242) п'ять: 
    - 2WD (задній привід, для доріг з твердим покриттям або ґрунтовок)
    - 4WD part time (повний привід із заблокованим міжосьовим диференціалом, для бездоріжжя)
    - 4WD full time (повний привід з розблокованим диференціалом), для доріг з твердим покриттям або ґрунтовок)
    - N (нейтраль, для буксирування або виконання сервісного обслуговування)
    - 4WD Low (повний привід із заблокованим диференціалом та включеним зниженим рядом 2.72:1, для важкого бездоріжжя). Компанія Mitsubishi має схожі роздаткові коробки, і їх тип приводу називається схожим словом SuperSelect .
- Жорстке вибіркове підключення, повний привід тільки для бездоріжжя - Part time . Один з перших типів повного приводу, що підключається, який отримав велике поширення. На автомобілях Jeep має власну назву Command-Trac . Користувач так само самостійно вибирає необхідний тип приводу в залежності від дорожньої обстановки, проте через відсутність у конструкції таких роздаток міжосьового диференціала або виконує його функції іншої деталі (наприклад, вискомуфти) при включенні повного приводу осі жорстко пов'язані між собою, і момент, що крутить, передається на перед і зад завжди у однакових пропорціях незалежно від поведінки автомобіля. Це спричиняє те, що кутові швидкості осей будуть однаковими навіть у той час, коли вони мають бути різними, наприклад, у поворотах. Тому, прагнучи подолати опір тертя шин об поверхню, інтенсивніше зношуватиметься вся трансмісія. Приклад такої роздавальної коробки на автомобілях Jeep Cherokee, Wrangler та Grand Cherokee (перше покоління) – New Process model 231. Має чотири режими, основний – задній привід для всіх типів поверхні. 
  - Режими по порядку: 
    - 2WD (задній привід)
    - 4WD Part time (повний привід із заблокованим міжосьовим диференціалом, для бездоріжжя)
    - N (нейтраль, для буксирування або виконання сервісного обслуговування)
    - 4WD Low (повний привід із заблокованим диференціалом та включеним зниженим рядом 2.72 :1, для важкого бездоріжжя)
- Постійний повний привід системи Full-time. Як і першому пункті, ця назва лише вказує на те, що в діапазоні передач є повний привід, який можна використовувати постійно і на всіх типах поверхні. Однак у разі наголос потрібно зробити у тому, що привід тепер не відключений, тобто, вибору між заднім та повним тепер немає. На автомобілях Jeep цей привід отримав власну назву Quadra-Trac . Характерний приклад – роздавальна коробка New Venture model 249 для Grand Cherokee першого покоління, яка встановлювалася на даний автомобіль з 1993 до початку 1996 року. Користувач вручну міг вибрати лише між постійним повним приводом (4WD full time), нейтраллю (N) та повним приводом із заблокованим міжосьовим диференціалом із включенням понижуючого ряду 2.72:1 (4WD Low). Крутний момент передається постійно на обидві осі у відсотковому співвідношенні 48:52 між передом та задом відповідно.
- Монопривід з повним підключенням у разі прослизання провідної осі - система On Demand («в очікуванні»). На повнорозмірних позашляховиках Grand Cherokee з'явився в 1996 після модернізації роздавальної коробки NV-249 до NV-249OD. Тепер автомобіль став володіти класичним для американських машин заднім приводом із підключенням передньої осі у разі прослизання задньої. Цей механізм можна реалізувати у різний спосіб. Саме на цій роздатці забрали міжосьовий диференціал, його роль стала виконувати віскомуфта з поліметилсилоксановим наповнювачем підвищеної в'язкості (силікон в'язкістю близько 60 000 одиниць). Карданні вали різних осей обертають внутрішню і зовнішню частини вискомуфти. При постійній швидкості руху машини кутові швидкості карданних валів також однакові, відповідно немає і різниці в швидкостях обертання частин вискомуфти. Але як тільки задній кардан починає обертатися швидше через прослизання задніх коліс, то виникає різниця кутових швидкостей карданів, і відповідно - зовнішньої та внутрішньої частин вискомуфти. Силіконова рідина усередині вискомуфти працює за принципом вареного яйця - тобто, при нагріванні не розріджується, а навпаки спікається, і схоплює воєдино зовнішню та внутрішню частину муфти. Таким чином підхоплює обертання і передній кардан, автомобіль стає повнопривідним, поки знову швидкості карданів не зрівняються, силікон не охолоне і знову не стане рідким. За схожим принципом працюють багато інших сучасних систем повного приводу, що автоматично підключається через вискомуфту. У 1999 році, з виходом другого покоління Grand Cherokee, почалося використання роздавальної коробки NV-247, також системи On Demand. Відмінність від попередниці полягала в тому, що тепер замість вискомуфти карданні вали надавали руху різні частини героторної муфти, яка при виникненні різниці швидкостей на осях починала працювати як насос, і накачувала масло, що наповнює роздавальну коробку, всередину себе. З початком блокування цієї муфти починав обертатись і передній карданний вал.

## Основні типи РК

### За способом перемикання
Найпростіша роздатка перемикається важелем в центрі салону, який механічно пов'язаний з РК, він має як правило 2 режими і 2 положення, наприклад, повний привід і задній привід. Такі важелі найчастіше зустрічаються на класичних рамних позашляховиках та військовій техніці. Так само на паркетниках часто включаються роздатки з кнопковим перемиканням, де саме перемикання виконує електросервопривід, а м'язове зусилля водія зводиться лише до натискання або повороту перемикача. Так само існують повністю автоматизовані РК, де рішення про перемикання приймає електроніка. Також є різниця між тим, який привід основний, а який допоміжний.

## Виробники роздавальних коробок
На світовому ринку роздавальних коробок представлені як виробники готових машин, і автозапчастин.  У США це, як правило, виробники запчастин, такі як Eaton, Dana, Avrin Meritor, New Venture Gear/New Process Gear, BorgWarner та інші. Виробники ходових частин автомобіля на ринку Німеччини та інших держав Євросоюзу - це компанія ZF, а також інші виробники як запчастин, так і готових автомобілів. На ринку країн сходу це найчастіше виробники готових автомобілів, а також деякі OEM -постачальники, які не завжди мають власні бренди.